# Шећерана
Шећерана је фабрика у којој се прерађује сирови шећер из шећерне трске или шећерне репе у бели шећер.